# شویش

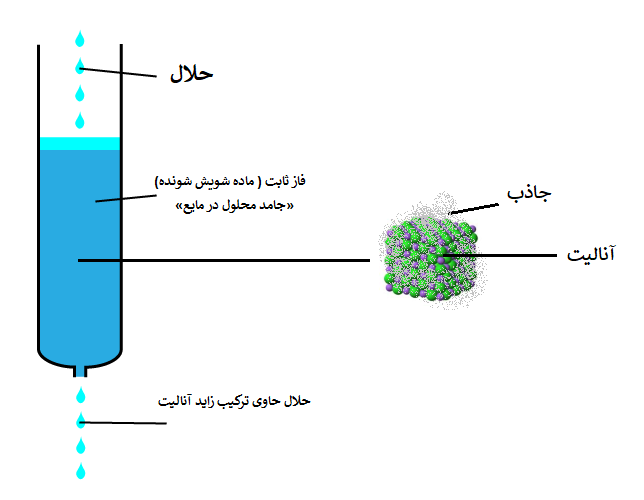
ستون کروماتوگرافی

شویش (به انگلیسی: Elution) در شیمی تجزیه و تحلیل و ارگانیک، به معنای فرایند استخراج یک ماده از مواد دیگر با شستن با حلال است. همان‌طور که در شستشوی رزین‌های تبادل یونی باردار شده برای از بین بردن یون‌های اسیر شده، به‌کار می‌رود.
به عنوان مثال، در یک آزمایش کروماتوگرافی مایع، یک آنالیت در یک ستون کروماتوگرافی مایع، جاذب است. جاذب که فاز جامد دارد، همان مادهٔ پودری‌مانند است که روی یک سطح جامد پوشیده می‌شود. بر اساس ترکیب جاذب، آن می‌تواند وابستگی‌های مختلفی برای باقی‌ماندن بر روی سطح سایر مولکول‌ها داشته باشد و به اصطلاح، یک آفنیته شیمیایی صورت گیرد.
تشکیل یک بخش نازک بر روی سطح ذرات جاذب و سپس شویش، فرایند از بین بردن آنالیت‌ها از جاذب به وسیله یک حلال (که با توجه به شرایط می‌تواند ترکیب‌های مختلفی باشد) است که از آنالیت عبور می‌کند. همان‌طور که مولکولهای حلال شویش می‌کنند، یا از طریق ستون کروماتوگرافی به پایین می‌روند، می‌توانند توسط مجتمع جاذب و آنالیت عبور کنند یا می‌توانند مواد جداشده را با اتصال به جاذب در جای خود جابجا کنند. پس از اینکه مولکول‌های حلال، آنالیت را جابجا می‌کنند، می‌توان آنالیز را برای تجزیه و تحلیل از ستون انجام داد. به همین دلیل هرچه حلال از ستون خارج می‌شود، به‌طور معمول به یک آشکارساز تبدیل شده و اطلاعاتی برای تجزیه و تحلیل ترکیبی جمع‌آوری می‌شود.
پیش‌بینی و کنترل ترتیب شویش، جنبه اصلی روشهای کروماتوگرافی ستون است.

## سریال الواتروپیک
یک سری الواتروپیک لیست ترکیبات مختلف به منظور شستشوی قدرت برای یک جاذب خاص است. "قدرت شویش" یک حلال که تا حد زیادی دقیق اندازه‌گیری شده‌است، می‌تواند "آنالیزر" را از جاذبه ای که به آن وصل شده‌است بکشاند. این اغلب زمانی اتفاق می‌افتد که شویش‌گر در فاز ثابت جا می‌گیرد و ماده مورد آنالیز را جابجا می‌کند. چنین سری‌هایی برای تعیین حلال‌های لازم مورد نیاز برای کروماتوگرافی ترکیبات شیمیایی مفید هستند. ترتیب حلالها در یک سری الووتروپیک هم به مرحله ثابت و هم به ترکیب مورد استفاده جهت تعیین سفارش بستگی دارد.
| قدرت جذب (ناچیز جذب شده ← به شدت جذب شده) | قدرت جذب (ناچیز جذب شده ← به شدت جذب شده) | قدرت جذب (ناچیز جذب شده ← به شدت جذب شده) | قدرت جذب (ناچیز جذب شده ← به شدت جذب شده) | قدرت جذب (ناچیز جذب شده ← به شدت جذب شده) | قدرت جذب (ناچیز جذب شده ← به شدت جذب شده) | قدرت جذب (ناچیز جذب شده ← به شدت جذب شده) | قدرت جذب (ناچیز جذب شده ← به شدت جذب شده) | قدرت جذب (ناچیز جذب شده ← به شدت جذب شده) |
| ----------------------------------------- | ----------------------------------------- | ----------------------------------------- | ----------------------------------------- | ----------------------------------------- | ----------------------------------------- | ----------------------------------------- | ----------------------------------------- | ----------------------------------------- |
| هیدروکربن‌های اشباع شده، آلکیل هالیدها     | هیدروکربن‌های اشباع نشده؛ آلکنیل هالیدها   | آریل هالیدها، هیدروکربن‌های آروماتیک       | هیدروکربن‌های پلی هالوژن شده               | اترها                                     | استرها                                    | آلدهیدها و کتانها                         | الکل‌ها                                    | اسیدها و پایه‌ها (آمین‌ها)                  |

| قدرت شویش (کمترین قدرت ← بیشترین قدرت) | قدرت شویش (کمترین قدرت ← بیشترین قدرت) | قدرت شویش (کمترین قدرت ← بیشترین قدرت) | قدرت شویش (کمترین قدرت ← بیشترین قدرت) | قدرت شویش (کمترین قدرت ← بیشترین قدرت) | قدرت شویش (کمترین قدرت ← بیشترین قدرت) | قدرت شویش (کمترین قدرت ← بیشترین قدرت) | قدرت شویش (کمترین قدرت ← بیشترین قدرت) | قدرت شویش (کمترین قدرت ← بیشترین قدرت) | قدرت شویش (کمترین قدرت ← بیشترین قدرت) | قدرت شویش (کمترین قدرت ← بیشترین قدرت) | قدرت شویش (کمترین قدرت ← بیشترین قدرت) | قدرت شویش (کمترین قدرت ← بیشترین قدرت) |
| -------------------------------------- | -------------------------------------- | -------------------------------------- | -------------------------------------- | -------------------------------------- | -------------------------------------- | -------------------------------------- | -------------------------------------- | -------------------------------------- | -------------------------------------- | -------------------------------------- | -------------------------------------- | -------------------------------------- |
| هگزان یا پنتان                         | سیکلوهگزان                             | بنزن                                   | دیکلرومتان                             | کلروفرم                                | اتر (بی آب)                            | اتیل استات (بی آب)                     | استون (بی آب)                          | متانول                                 | اتانول                                 | پیریدین                                | استیک اسید                             | آب                                     |